# Liste der Monuments historiques in Ableiges
Die Liste der Monuments historiques in Ableiges führt die Monuments historiques in der französischen Gemeinde Ableiges auf.

## Liste der Bauwerke
| Bezeichnung                                                    | Beschreibung                  | Standort | Kennzeichnung | Schutzstatus | Datum | Bild           |
| -------------------------------------------------------------- | ----------------------------- | -------- | ------------- | ------------ | ----- | -------------- |
| Kirche Notre-Dame-de-l’Assomption (La Villeneuve-Saint-Martin) | Erbaut im 13./14. Jahrhundert | (Lage)   | PA00079972    | Inscrit      | 1931  | weitere Bilder |
| Kirche St-Martin (Ableiges)                                    | Erbaut im 12./13. Jahrhundert | (Lage)   | PA00079971    | Classé       | 1931  | weitere Bilder |

## Liste der Objekte

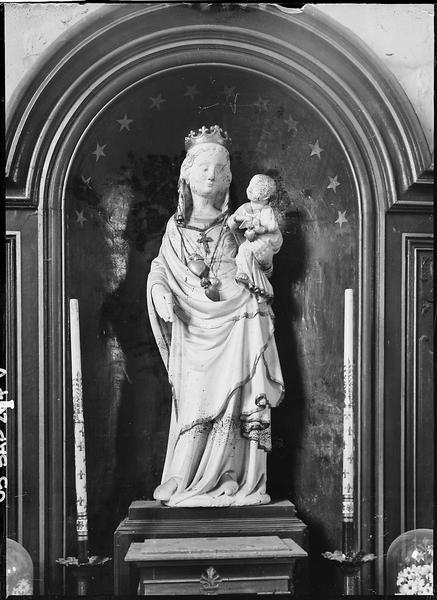
Skulptur Madonna mit Kind (14. Jahrhundert) in der Kirche Notre-Dame-de-l’Assomption

- Monuments historiques (Objekte) in Ableiges in der Base Palissy des französischen Kultusministeriums